# Batoş (cratera)
Batoş é uma cratera marciana. Tem como característica 17.2 quilômetros de diâmetro. Deve o seu nome a Batoş, uma localidade da Romênia.